# Chinoperla unidentata
Chinoperla unidentata är en bäcksländeart som beskrevs av Ignac Sivec och Peter Zwick 1989. Chinoperla unidentata ingår i släktet Chinoperla och familjen jättebäcksländor. Inga underarter finns listade i Catalogue of Life.